# Federico Orlando (artista)

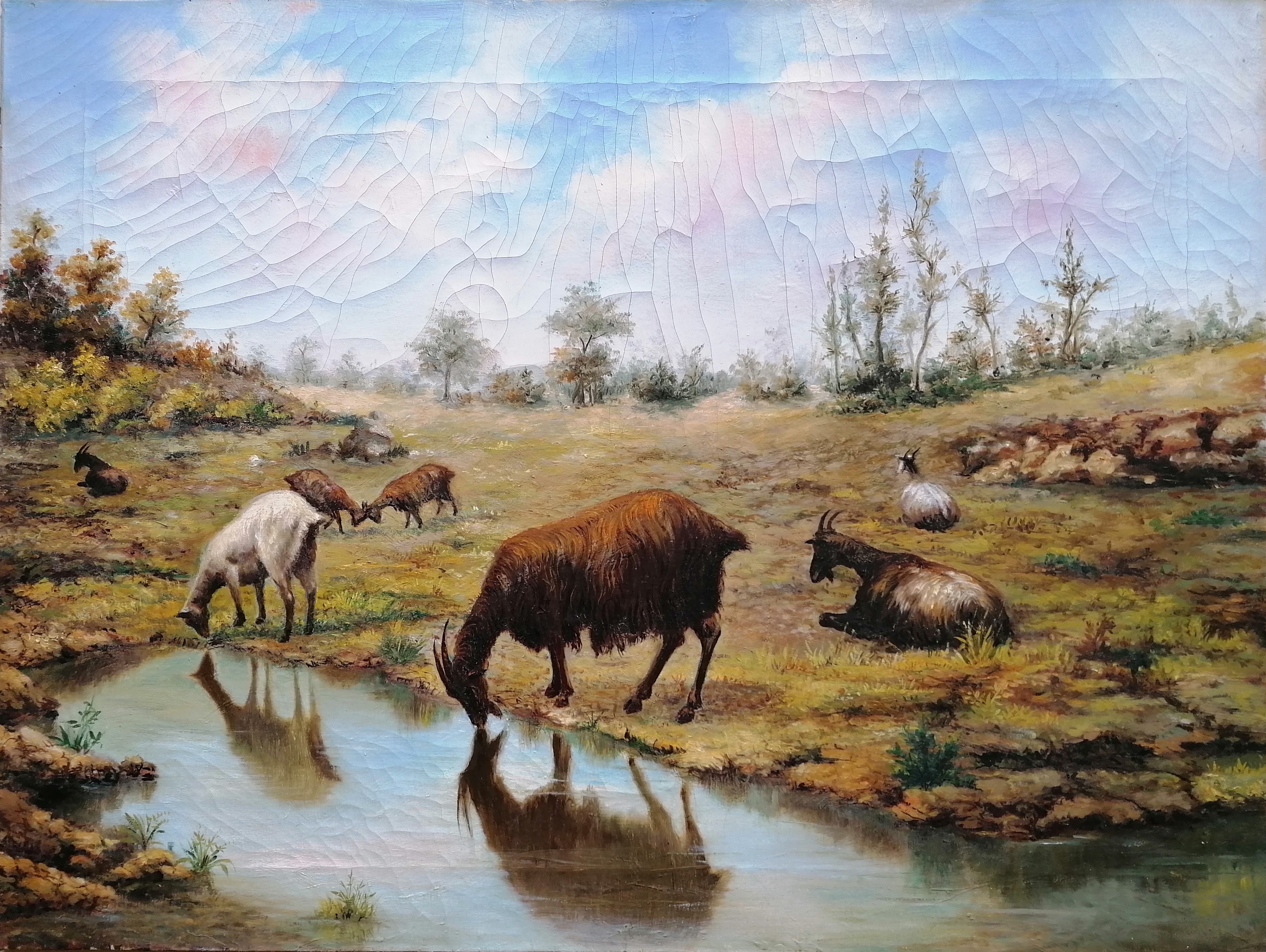
Federico Orlando - Tratturo a Femmina morta (1906)

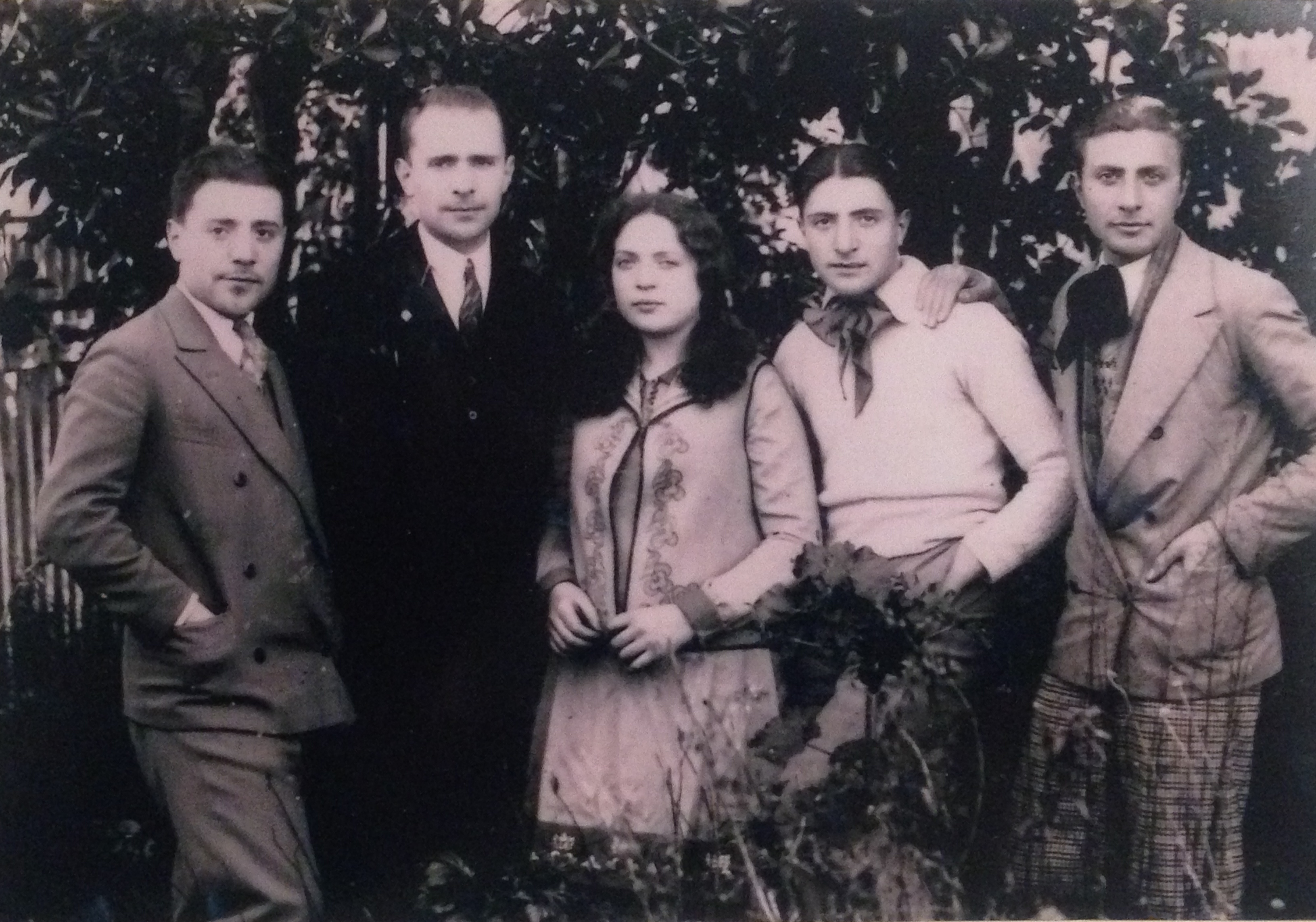
Antonio, Eduardo, Anna, Pietro e Ugo Orlando

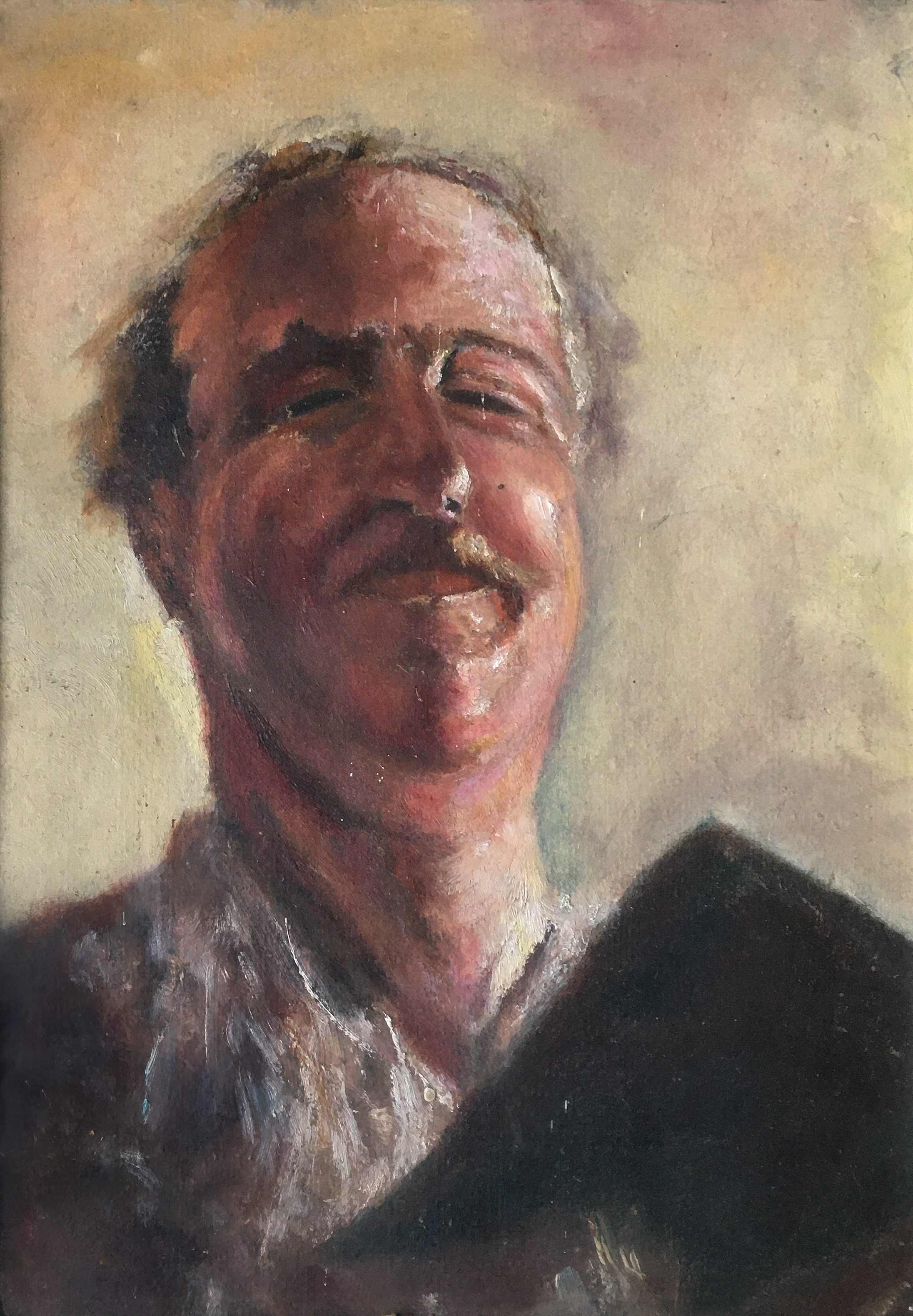
Federico Orlando - Ritratto di uomo (autoritratto)

Federico Orlando (Alvito, 11 maggio 1875 – Ferrara, 19 maggio 1953) è stato un pittore italiano.

## Biografia
Figlio di Igino Odoardo (di Rodi Garganico) e Anna Mezza (di Gaeta), Orlando fu prima attore comico e scenografo nella compagnia teatrale itinerante ("compagnia di giro") di famiglia, "Orlando - Caputo - Tamberlani", di cui il padre aveva ereditato il ruolo di capocomico da suo padre Federigo Maria (di Fossaceca, oggi Fossalto), musicista e attore. Orlando fu poi fotografo, pittore, decoratore e affreschista di scuola ottocentesca.  
Appena maggiorenne il padre lo mandò a Francavilla al Mare, dove Orlando studiò pittura e fotografia dal maestro abruzzese Francesco Paolo Michetti, pittore e fotografo. Dopo un lungo apprendistato, si trasferì a Rodi Garganico, paese nativo del padre, e iniziò ad affrescare palazzi e residenze nobiliari, oltre a chiese, duomi e cattedrali, per nuove committenze e interventi di restauro, in Puglia, Abruzzo e Molise. Nel 1903 emigrò in cerca di fortuna negli Stati Uniti d’America insieme al cognato Pietro Catelli, ma dopo un breve soggiorno a New York fu costretto a rientrare a Ripabottoni per assistere sua moglie. Svolse anche l'incarico di vettore per l'emigrazione.
Tra le sue maggiori opere è noto l'intervento pittorico delle vele della cupola della Chiesa di Santa Maria Assunta di Ripabottoni del XVIII secolo, riconosciuta monumento nazionale; un precedente restauro era stato svolto poco più di un secolo prima dal più importante pittore del Settecento molisano Paolo Gamba. Sono attribuiti a Orlando anche alcuni affreschi delle sale del nobile Palazzo Cappuccilli, storica casata di Ripabottoni. 
Interessanti alcune sue opere conservate dalla famiglia Orlando come Tratturo a Femmina morta (1906) e Trabucco di Termoli (1924), testimonianze del territorio molisano dell'epoca, come le cartoline postali più antiche raffiguranti Ripabottoni, riproduzioni di fotografie d'epoca da lui scattate ai primi del Novecento.

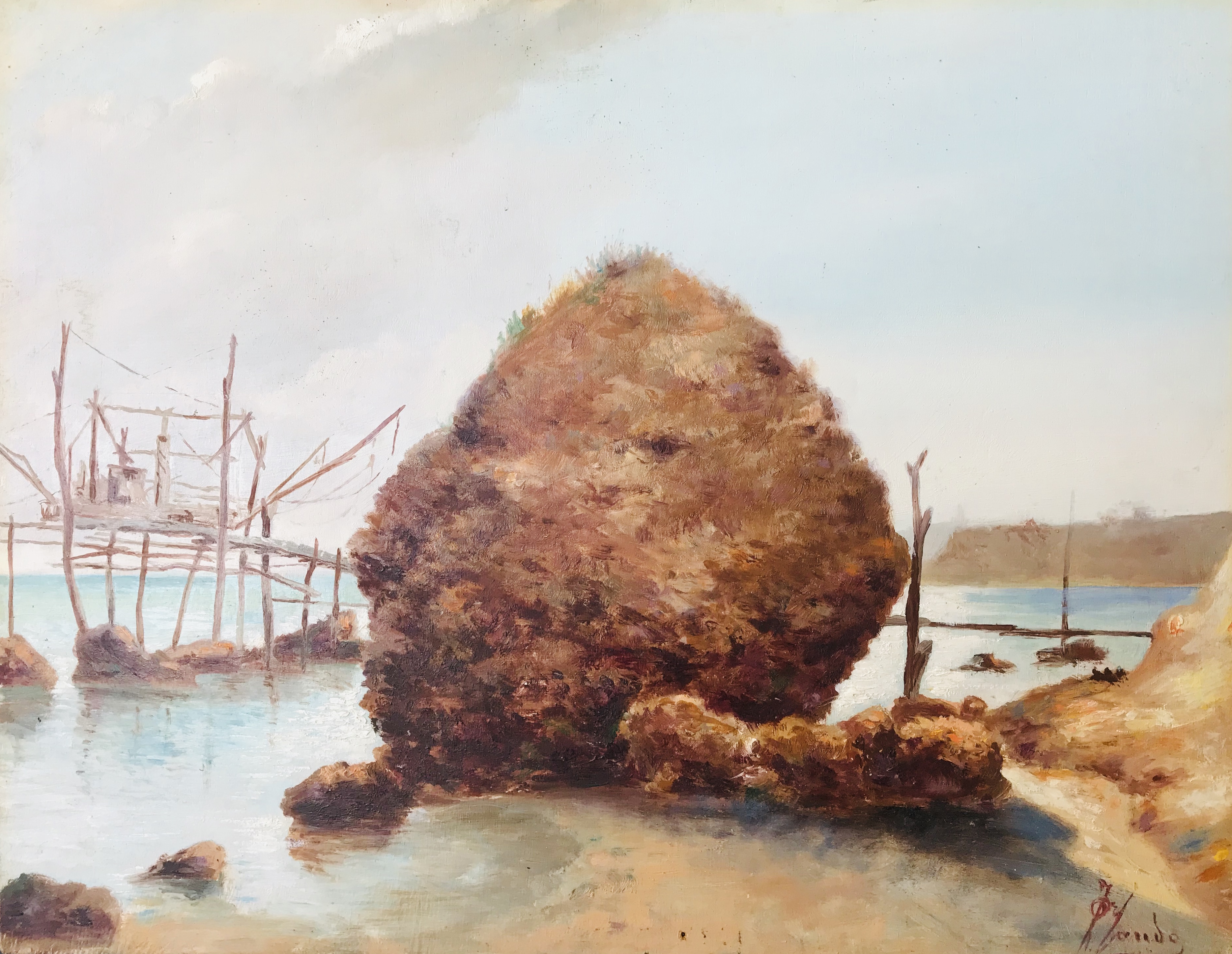
Federico Orlando - Trabucco di Termoli (1924)

Tra il 1915 e il 1920, si trasferì a Genova alle dipendenze dei Cantieri Ansaldo dei Perrone (allora Cantiere navale di Sestri Ponente) come decoratore e disegnatore navale, come risulta dagli Annali della Fondazione Giangiacomo Feltrinelli. Rientrò a Ripabottoni a seguito della morte del padre avvenuta il 3 agosto 1921. Nel 1924 si trasferì con la famiglia a Termoli. Nel dopoguerra la famiglia si trasferì a Ferrara, dove Orlando morì il 19 maggio 1953.

## Vita privata
Sposò Vittoria Catelli di Ripabottoni ed ebbe cinque figli, Eduardo, Antonio, Ugo, Pietro e Anna (Nina), ai quali riuscì a trasmettere l'amore per la Pittura e per l'Arte, anche se solo Ugo (in arte Hugo Orlando) la scelse come professione.  
Suo nipote Federico Orlando, figlio di Eduardo, è stato un giornalista e politico italiano, allievo e condirettore di Indro Montanelli al quotidiano Il Giornale e alla Voce, tra i fondatori di Articolo 21, liberi di... e condirettore del quotidiano Europa.